# Barycnemis deserta
Barycnemis deserta är en stekelart som beskrevs av Schwarz 2003. Barycnemis deserta ingår i släktet Barycnemis och familjen brokparasitsteklar. Inga underarter finns listade.